# Temesvajkóc
Temesvajkóc (szerbül Влајковац / Vlajkovac, románul Vlaicovăţ, németül Wlajkowatz) település Szerbiában, a Vajdaságban, a Dél-bánsági körzetben, Versec községben.

## Fekvése
Versec délnyugati szomszédjában, Homokszil és Réthely közt fekvő település.

## Története
Temesvajkóczról az első adat a török hódoltság utánról maradt fenn; ekkor már lakott helyként említették.
Az 1717. évi kamarai jegyzékben Vlaikovazként említették, ekkor már 22 ház állt itt, és az 1761. évi térképen pedig Weikovez néven szerepel.
1829-ben gróf Bethleni Bethlen Imre, János, Ferencz, Elek, Gergely, György és Pál kárpótlásul kapták a borgiai birtokokért.
1845-ben a birtok kétharmad része a gróf Bethlen, egyharmada pedig a Foeni Mocsonyi-családé volt.
1881-től a nagyjeszeni Jeszenszky családé volt. A második részt 1870-ben gróf Bethlen János után gróf Bethlen István örökölte.
1883-ban Van Royen Jan Barend Henrik, vette meg, aki egy részét a holland mezőgazdasági társaságnak, másik részét Jeszenszky Bélának adta el, aki a holland társaság részét is megvette.
1860-ban Foeni Mocsonyi Györgyé lett, aki 1859-ben itt kastélyt is építtetett. A birtok 1888-ban gróf Bissingen-Nippenburg Rezsőné, Foeni Mocsonyi Georginára szállott.
1910-ben 1650 lakosából 284 magyar, 968 román, 287 szerb volt. Ebből 286 római katolikus, 77 evangélikus, 1229 görögkeleti ortodox volt.
A trianoni békeszerződés előtt Temes vármegye Verseczi járásához tartozott.

## Források

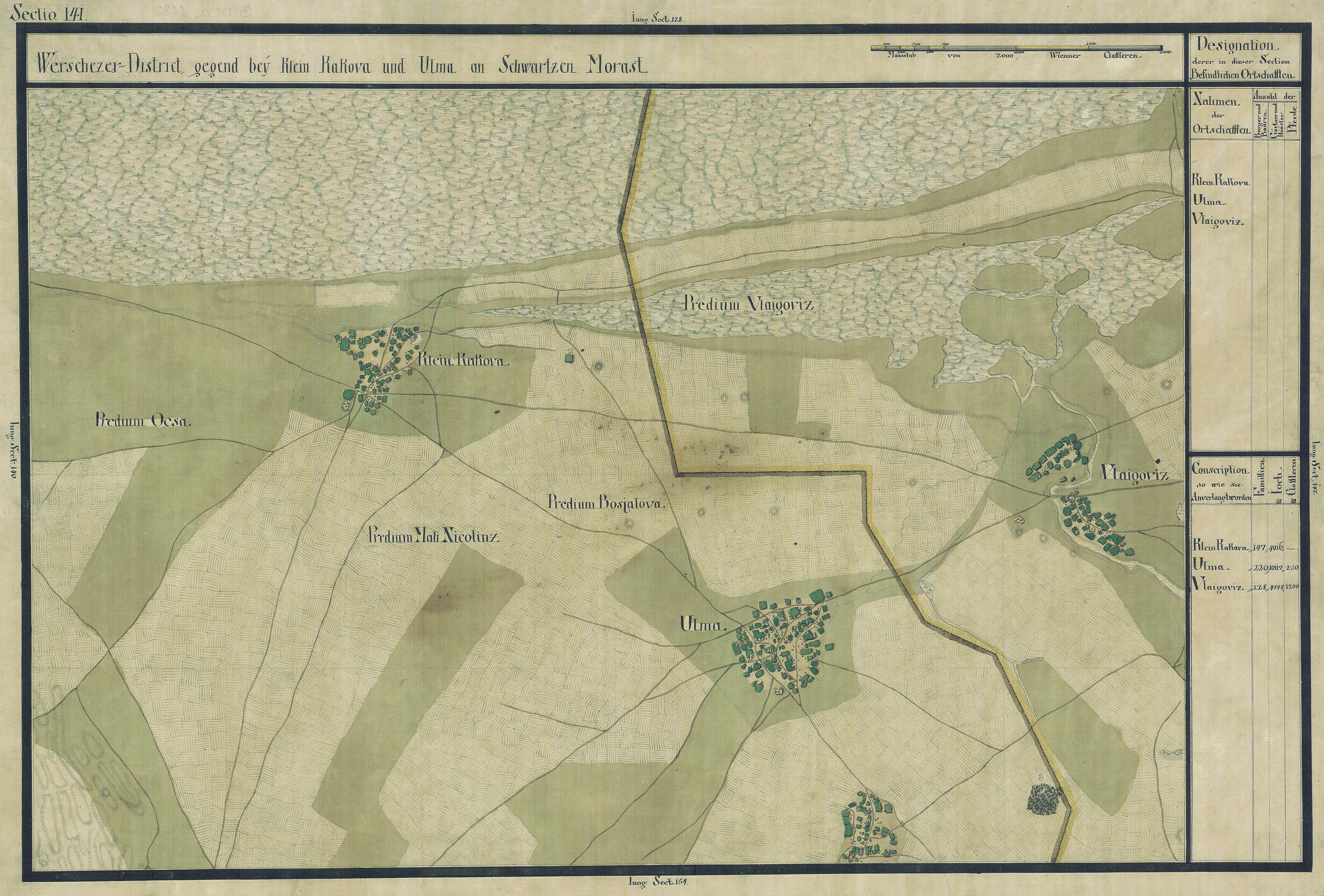
Temesvajkóc egy régi térképen

## Népesség

### Demográfiai változások
| 1948 | 1953 | 1961 | 1971 | 1981 | 1991 | 2002 | 2011 |
| ---- | ---- | ---- | ---- | ---- | ---- | ---- | ---- |
| 1656 | 1830 | 1855 | 1530 | 1356 | 1328 | 1178 | 1148 |